# Todd Pacific Shipyards
Todd Pacific Shipyards – amerykańska stocznia w Seattle w stanie Waszyngton. Początkowo jako Moran Brothers Company, w 1911 roku zmieniła nazwę na Seattle Construction and Drydock Company, a w 1916 roku na Todd Dry Dock and Construction Company. W 1919 otrzymała firmę Todd Pacific Shipyards, po czym w roku 2011 została nabyta przez Vigor Industrial